# Kronenbourg
Brasseries Kronenbourg é uma cervejaria francesa fundada em 1664 por Jérôme Hatt na Cidade Imperial Livre de Straßburg, Sacro Império Romano (hoje Estrasburgo, França). Kronenbourg é a marca de cerveja mais consumida na França. O nome vem da área para onde a cervejaria se mudou em 1850. A empresa é propriedade do Carlsberg Group. A marca premium (e a que é vendida em maiores volumes fora da França) é Kronenbourg 1664, uma cerveja pálida 5% abv.

## História
Geronimus Hatt, que obteve seu certificado de Mestre Cervejeiro em 1649, abriu a Cervejaria Canon na Place du Corbeau em Estrasburgo. Seu filho Claude (nascido em novembro de 1665), sucedeu seu pai no comércio em 1683. No entanto, as freqüentes inundações do rio III obrigaram em 1850 a uma mudança para o terreno mais alto de Cronenbourg, uma área de Estrasburgo.
Em 1922, a Cervejaria Hatt mudou seu nome para Tigre Bock, a marca mais conhecida da Cervejaria Tiger que havia adquirido para se tornar a cervejaria líder na Alsácia. Após a Segunda Guerra Mundial, Kronenbourg tornou-se o nome da empresa e iniciou a expansão internacional. Em 1970, foi adquirida pelo grupo industrial BSN (atual Groupe Danone), junto com a Société Européenne de Brasseries (Kanterbräu). Em 1986, a Kronenbourg se fundiu com a Kanterbräu.
Em 1953, o Kronenbourg foi vendido no Reino Unido pela primeira vez em homenagem à coroação da Rainha Elizabeth II.
A empresa britânica Scottish and Newcastle (S&N) plc adquiriu-a em 2000 por £ 1,7 bilhão. Em abril de 2008, as operações da S&N foram vendidas à Heineken e a Carlsberg, esta última adquirindo a Kronenbourg. 
Suas principais cervejarias estão em Obernai na Alsácia e em Champigneulles, na Lorena, embora a fábrica de Champigneulles já esteja à venda.
Em 2 de abril de 2015, a Brasseries Kronenbourg lançou uma nova identidade corporativa que usará nas comunicações corporativas. Foi desenhado pela Carré Noir, que é a agência de design da cervejaria há vários anos. De acordo com um comunicado de imprensa, o novo logotipo reafirma a identidade da Kronenbourg como uma cervejaria francesa com 350 anos de história. O logotipo da Kronenbourg usa as cores tradicionais de Estrasburgo e Alsácia: vermelho e branco.

## Cervejas

### Kanterbräu
Kanterbräu é uma lager pálida de 4,2%.

### 1664
Kronenbourg 1664 é uma lager pálida de 5,0% produzida pela primeira vez em 1952. Uma pequena quantidade do lúpulo Strisselspalt, um lúpulo com aroma francês da Alsácia, é usada. A principal cervejaria Kronenbourg 1664 (onde a Kronenbourg também produz quase 300 outras marcas de cerveja) está em Obernai (França), mas a marca também é produzida no Reino Unido pela Heineken em sua cervejaria na cidade de Manchester, na Austrália pela Coopers, bem como na Ucrânia pela Carlsberg.

## Outras cervejas
Outras marcas incluem: 1664 Brune, que é uma cerveja preta muito forte, similar a 1664; Single Malt (nome francês Malt d'Exception, ou Malte Excepcional), 6,1% abv; Kronenbourg Blanc 5.0% ABV, uma cerveja branca de trigo frutada com notas cítricas, disponível em garrafa e lata; Kronenbourg Premier Cru 6,0% abv, uma cerveja puro malte; Kronenbourg Cold Premier 5,0%, uma variante super resfriada da 1664, somente chope no Reino Unido; e Kronenbourg Red 4,2% abv.

## Imagens
- Logo utilizado desde 2019.
- Logo oficial da marca 1664.
- Canecas de cerveja 1664.
- Cerveja Kronenbourg 1664, uma Euro Pale Lager.
- Uma garrafa da cerveja Kanterbräu.
- Garrafas de cerveja Kronembourg Blanc e Premier Cru.